# 雅加達時間
雅加达时间是印度尼西亚雅加达市、印度尼西亚爪哇大部分地区包括万隆、泗水、三宝垄所采用的时区。是三个雅加达时区中西端第一个。雅加达时间全年采用UTC+7时区。雅加达时间用于火车、航运等时刻表。